# Ilvaiet

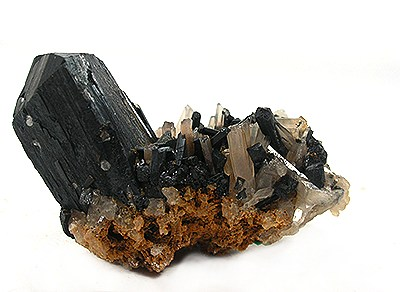
Ilvaiet

Het mineraal ilvaiet is een calcium-ijzer-sorosilicaat, een verbinding van twee sorosilicaten met calcium en ijzer met molecuulformule CaFe2+3(SiO4)2(OH). Het mineraal is gehydrateerd. Het is naar Ilva genoemd, de Latijnse naam voor het eiland Elba. Het is opaak zonder duidelijke kleur of donkergrijs tot zwart, het heeft een submetallische glans en een bruinzwarte streepkleur. Het heeft een orthorombisch kristalstelsel en de splijting van het mineraal is duidelijk volgens de kristalvlakken [010] en [001]. Het heeft een massadichtheid van 4,01 kg/l, de hardheid is 5,5 tot 6 en het mineraal is niet radioactief. Ilvaiet komt voor in de buurt van ertslichamen met magnetiet, bij koper en zink-ertsen en in contactmetamorfe gesteenten met zeolieten. De typelocatie van ilvaiet is de Capo Calamita op Elba in de Middellandse Zee, maar het wordt ook in Dalnjegorsk in Rusland gevonden.